# マティアス・ラネーギー
マティアス・ラネーギー（Mathias Ranégie, 1984年6月16日 - ）は、スウェーデン・ヨーテボリ出身の元同国代表サッカー選手。現役時代のポジションはFW。

## 経歴

### クラブ

#### 初期
スウェーデンのマストフゲッツBKでキャリアを開始したが、14歳の時にグアドループ出身の父と共にフランスのパリへと移住し、4部のルヴァロワSCに在籍。その後、母国のヨーテボリへ戻りマヨルナBKで1年間過ごし、2006年に4部のレリエ＝アンゲレドIFに参加。19試合25得点と傑出した活躍からシーズン終了後に1部のIFKヨーテボリに興味を持たれ、2007年に2年契約を締結し、1年目は出場機会が少ないながらもリーグ優勝を経験した。しかし、翌年は度重なる怪我によりパフォーマンスが低下し、この年も出番は限られたものとなり、2008年8月31日にマルク・オーフェルマルスがスポーツディレクターを務めるオランダ2部のゴー・アヘッド・イーグルスへシーズン終了までのローン移籍を締結。この契約には2年半の延長オプションや、さらに延長オプション終了後の2011年には買取りオプションが付けられていたものの、鼠蹊部の負傷により当初の期限より早期の11月20日に退団することが決定した。

#### ヘッケン
スウェーデンへ戻ると、2009年に同じヨーテボリを拠点とするライバルで昇格組のBKヘッケンと契約し、マルメFFとの開幕戦（0-1敗北）で初出場。移籍初年度に29試合（先発25試合）6得点と中心選手としてプレーすることに成功し、またクラブも5位という成績でシーズンを終えた。この2009年の成功に続いて、2010年は30試合に出場し得点ランク3位の12得点を挙げるなど得点王争いに参戦する活躍を見せたことから未来のスター候補生として多くの人たちに賞賛された。2011年も夏の移籍市場までにイブラヒム・テテー・バングーラ, トビアス・ヒーセンと3者で得点王争いをする活躍を見せる中、他クラブでプレーしていくことを考えるようになった。ヒーセンはヨーテボリと契約延長をしたが、他2者は国外のクラブと定期的に接触を図り、結果バングーラは8月にトルコ1部へと去っていった。自身はスウェーデン国内に残留し得点を重ね、月末の段階で18得点と数字を伸ばしていた。その後も他クラブからの接触は続き、最終的に欧州カップ戦に出場したいとの思いから同リーグ内で昨季の王者マルメFFと契約を締結した。

#### マルメ
2011年8月30日に加入したマルメでは、同年9月8日のゲフレIF戦で移籍後初出場し、9月21日のハルムスタッズBK戦で移籍後初得点を記録。ヘルシンボリIFとAIKソルナが優勝争いを演じている最中、9月25日のAIK戦で得点を挙げ1-1の引き分けに持ち込んだため、ヘルシンボリの優勝が決定。最初のシーズンでクラブは4位に終わったものの、自身は7試合3得点を挙げヘッケン時代の18得点と合わせ21得点を記録し、得点ランク2位のヒーセンに5得点差をつけリーグ得点王となった。2012年も得点を重ね他クラブの脅威となる活躍を見せ、クラブを上位争いへ導く原動力の1人となった。

#### ウディネーゼ
移籍市場最終日の2012年8月31日にイタリア1部のウディネーゼ・カルチョと5年契約を締結。それから数日後にクラブはSCブラガとのUEFAチャンピオンズリーグ 2012-13プレーオフ第2戦だったが自身の出番はなく、1-1の末に突入したPK戦でマイコスエウがアントニーン・パネンカのようなチップキックを試みるも失敗したことで本大会出場を逃し、UEFAヨーロッパリーグ 2012-13の方へまわることとなった。9月24日のACミラン戦（2-1勝利）で頭で移籍後初得点を挙げた。

#### ワトフォード
2014年1月3日、チャンピオンシップのワトフォードFCにアレクサンダー・メルケルと共に移籍、2017年までの契約を結んだ。同年8月28日から半年間はミルウォールFCにレンタルされた。2015年2月5日、中国甲級の大連阿爾濱足球倶楽部にシーズン終了までの期限付きで加入した。

#### ヘッケン復帰
2017年8月11日にヘッケンへ復帰することが発表されたが。同年末を以てクラブを退団した。

### 代表
クラブでの活躍が認められ、2009年12月にスウェーデンを始めとしたスカンディナヴィア諸国のリーグでプレーする選手が選抜ながらも、エリック・ハムレーン監督の下でスウェーデン代表に初招集され、2010年1月のアラビア半島ツアーに参加。1月20日のオマーン戦（1-0勝利）でダニエル・ラーションと交代で途中出場し代表初出場を記録。その3日後のシリア戦（1-1）で代表初得点を挙げ、引き分けに持ち込んだ。
2011年に国内リーグで得点王に輝いたことから、クラブでの同僚ポントゥス・ヤンソン、イヴォ・ペカルスキを含む数名の新顔と共に2012年1月の合宿に向けたメンバーにハムレーン監督から再び選出されたが、個人的な理由から辞退し、またペカルスキが怪我により参加が見送られたため、クラブでの同僚シモン・テルンとエリック・フリベリが代わりに招集された。
2012年も引き続きクラブで活躍していたがUEFA EURO 2012のメンバーから漏れた。大会終了後の最初の試合であるブラジルとの親善試合にヨハン・エルマンデル、ヨン・グイデッティ、マルクス・ローセンベリ、アレクサンデル・ゲルントの4名が怪我により辞退したにもかかわらず招集されず、さらにハムレーン監督から自身のシステムには合わないと説明を受けたことに憤り、はハムレーン監督を小馬鹿にする動画を作成し、Twitterを介して公開した。そのような事態があったものの、その後も代表チームで再びプレーすることを望み、また、ハムレーン監督側もラネーギーがウディネーゼ・カルチョで出場を重ねていることから、2012年10月2日にフェロー諸島とドイツとの2014 FIFAワールドカップ・ヨーロッパ予選へ向けて招集。10月12日のフェロー諸島戦で約2年ぶりに代表へ復帰し、2-1で勝利を祝った。

## タイトル

### クラブ
ヨーテボリ
- アルスヴェンスカン : 2007
- スヴェンスカ・クーペン : 2008
- スヴェンスカ・スーペルクーペン: 2008

### 個人
- アルスヴェンスカン得点王 : 2011（21得点）